# Ferdinand Auguste Léopold de Lobkowicz
Ferdinand Auguste Léopold de Lobkowicz (en tchèque : Ferdinand August Leopold z Lobkovic), né le 7 septembre 1655 à Neustadt (Haut-Palatinat) et décédé le 3 octobre 1715 à Vienne (Autriche), est un prince de la maison de Lobkowicz, seigneur du comté princier de Störnstein et duc de Sagan à partir de 1677. Il fut représentant autorisé de l'empereur à la Diète perpétuelle d'Empire de 1691 à 1700.

## Biographie
Il est le fils aîné de Venceslas Eusèbe de Lobkowicz (1609-1677), comte princier de Störnstein depuis 1641, et de sa seconde épouse Augusta-Sophie (1624-1682), fille du comte palatin et duc Auguste de Palatinat-Soulzbach. Son père,  défenseur passionné du catholicisme et tacticien habile durant la guerre de Trente Ans, est parvenu à acquérir le duché de Sagan en Basse-Silésie confisqué par l'empereur Ferdinand II après l'assassination de son chef militaire Albrecht von Wallenstein en 1634. 

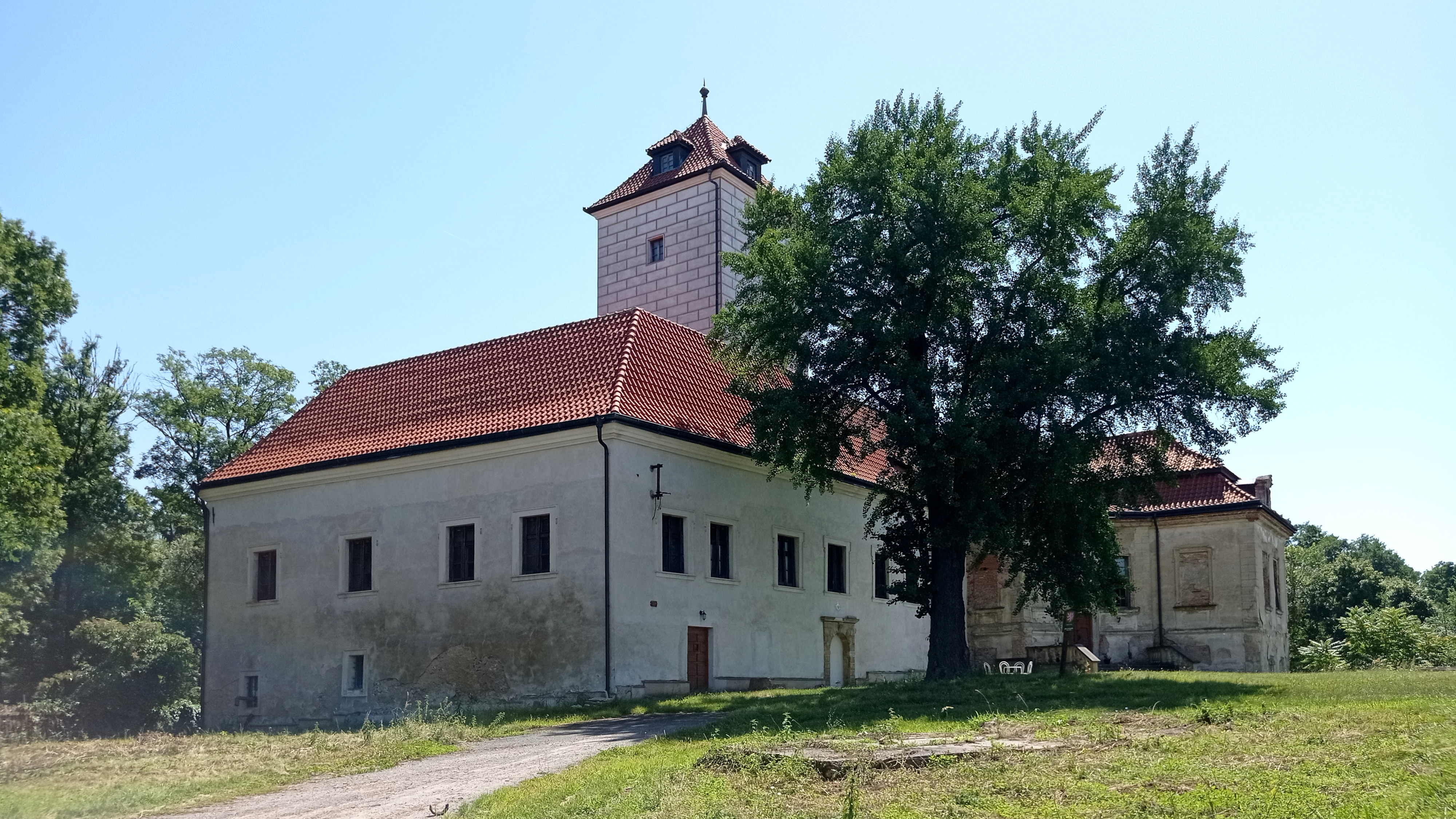
Château de Lobkowicz près de Neratovice.

Ferdinand Auguste est né dans le Haut-Palatinat, car sa mère était protestante et ainsi empêchée de suivre son mari dans les pays de la monarchie de Habsbourg. Il a hérité du comté princier de Störnstein de son père, associé avec l'immédiateté impériale et le droit de vote au sein du Reichstag. En tant que prince du Saint-Empire, il a
entraîné un conflit avec son voisin l'électeur Maximilien-Emmanuel de Bavière qui s'était emparé des droits seigneuriaux sur le manoir de Schönsee. Plus tard il a participé au financement de la guerre de la Ligue d'Augsbourg contre la France et après que Maximilien-Emmanuel est mis au ban au cours de la guerre de Succession d'Espagne, il  recevait les seigneuries de Wertingen et Hohenreichen en Souabe – les deux qu'il a toutefois perdu après la signature des traités d'Utrecht en 1713.
Il fut représentant autorisé de l'empereur à la Diète perpétuelle d'Empire de 1691 à 1700 ; de 1699 à 1708, il est Oberhofmeister de l'impériatrice Wilhelmine-Amélie.

## Mariage et descendance
Il épouse le 17 juillet 1677 en premières noces Claude-Françoise (1660-1680), fille du prince Maurice-Henri de Nassau-Hadamar, avec qui il aura trois enfants :
- Éléonore (1678-1678) ;
- Léopold Kristian (1679-1680) ;
- Philippe-Hyacinthe (1680-1734), prince de Lobkowicz, duc de Sagan et seigneur de la comté princier de Störnstein.

Il épouse le 17 juillet 1680 en secondes noces Marie-Anne-Wilhelmine (1655-1701), fille du margrave Guillaume Ier de Bade-Bade, avec qui il aura onze enfants : 
- Joseph Antonin (1681-1717) ;
- Éléonore-Amélie (1682-1741), épousa le prince Adam-François de Schwarzenberg ;
- Marie Ludovika Anne (1683-1750), épousa le prince Anselme François de Tour et Taxis
- Ferdinand (1685-1727) ;
- Johann Georg Christian (1686-1755) ;
- Hedvika (1688-1689) ;
- Augusta (1690-1692) ;
- Charles (1692-1700) ;
- Léopold (1694-?) ;
- Marie (1696-?) ;
- Éléonore (1698-?).

La troisième épouse de Ferdinand Auguste était la comtesse Marie Philippine d'Althann (1671-1706) ; ce mariage reste sans enfants.
La quatrième femme était Marie Johanna Élisabeth (1689-1739), fille du prince Ferdinand de Schwarzenberg. Elle lui enfanta deux filles :
- Marie (1714-1718) ;
- Marie Ernestine (1715–1718).